# Piotr Gadomski
 Piotr Gadomski  (nacido el 21 de enero de 1991) es un tenista profesional polaco.

## Carrera
Su mejor ranking individual es el N.º 353 alcanzado el 25 de noviembre de 2013, mientras que en dobles logró la posición 226 el 9 de diciembre de 2013.
No ha logrado hasta el momento títulos de la categoría ATP ni de la ATP Challenger Tour, aunque sí ha obtenido varios títulos Futures tanto en individuales como en dobles.